# Solaris Urbino 18 electric
Solaris Urbino 18 electric – niskopodłogowy, przegubowy autobus miejski o napędzie elektrycznym produkowany od 2014 r. przez polskie przedsiębiorstwo Solaris Bus & Coach w Bolechowie-Osiedlu koło Poznania. Należy do rodziny autobusów miejskich Solaris Urbino i jest rozwinięciem krótszych modeli elektrycznych autobusów miejskich producenta – Urbino 8,9 LE electric i Urbino 12 electric.
Pierwsze egzemplarze modelu Urbino 18 electric powstały na bazie III generacji modelu z napędem spalinowym Solaris Urbino 18. Od 2017 r. produkowana jest natomiast kolejna, IV generacja modelu. W 2014 r. powstały także 2 sztuki przedłużonego modelu Solaris Urbino 18,75 electric z dodatkowym wspomaganiem za pomocą wodorowego ogniwa paliwowego przeznaczone dla odbiorcy z Hamburga.
Napęd autobusów oparto na rozwiązaniach przedsiębiorstwa ZF, a osprzęt elektryczny autobusów m.in. na produktach Medcom. Energia elektryczna jest gromadzona w bateriach zlokalizowanych na dachu, ścianach bocznych oraz w tylnej części autobusu. Ładowanie odbywa się za pomocą pantografu lub przez złącze plug-in, natomiast w wersji dla przewoźnika z Brunszwiku także za pomocą ładowarki indukcyjnej.
W Polsce Solarisy Urbino 18 electric są eksploatowane przez przedsiębiorstwa miejskie z Jaworzna, Katowic, Krakowa, Poznania, Szczecina oraz Warszawy.

## Historia

### Geneza

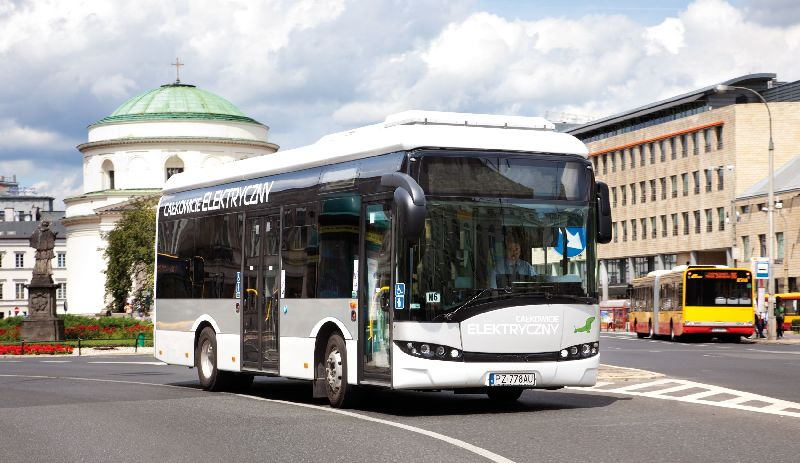
Solaris Urbino 8,9 LE electric – pierwszy w pełni elektryczny autobus miejski Solaris

W 1999 r. Solaris zaprezentował swój pierwszy autobus miejski z rodziny Urbino – Solaris Urbino 12. W tym samym roku miała miejsce premiera przegubowego modelu Solaris Urbino 18. W kolejnych latach rozszerzano ofertę autobusów miejskich o kolejne modele, początkowo z napędem konwencjonalnym. W 2002 r. zaprezentowano nową odsłonę Urbino, tzw. II generację. Dwa lata później, w 2004 r. została zaprezentowana III generacja Urbino. W ramach III generacji w 2006 r. Solaris Bus & Coach na targach IAA Nutzfahrzeuge w Hanowerze zaprezentował pierwszy model hybrydowy Solaris Urbino 18 Hybrid, powstały we współpracy z amerykańskimi przedsiębiorstwami Alisson Transmission oraz Cummins. Był to pierwszy w Europie hybrydowy autobus miejski w seryjnej produkcji. Tym samym Solaris dołączył do europejskich liderów ekologicznych technologii w transporcie publicznym. Krzysztof Olszewski, założyciel Solaris Bus & Coach, powiedział wówczas: „Diesel umarł, niech żyje elektryczność!”. Pierwszy autobus w pełni elektryczny, Solaris Urbino 8,9 LE electric, został zaprezentowany w 2012 r. Pojazd testowany był m.in. przez przewoźników z Poznania, Krakowa, Warszawy i Jaworzna. Pierwszym odbiorcą elektrycznego autobusu Solaris był austriacki przewoźnik z Klagenfurtu. Pojazdy tego typu były także pierwszymi autobusami elektrycznymi w Polsce w posiadaniu przewoźnika – w 2014 r. dwa egzemplarze tego modelu trafiły do Ostrołęki. W 2012 r. miała miejsce premiera elektrycznego autobusu miejskiego Solaris Urbino 12 electric, który szybko stał się jednym z najlepiej sprzedawanych autobusów elektrycznych, a jego IV generacja została wybrana Autobusem Roku 2017.
 

### III generacja
Premiera elektrycznego Solarisa w wersji przegubowej miała miejsce we wrześniu 2014 r. podczas targów InnoTrans w Berlinie. Pierwsze cztery egzemplarze (w tym prototyp) były przeznaczone dla przewoźnika Braunschweiger Verkehrs-GmbH z niemieckiego Brunszwiku, gdzie trafiły razem z autobusami elektrycznymi Solaris o długości 12 m. Pojazdy te wyposażono w innowacyjny system ładowania indukcyjnego Primove dostarczanych przez koncern Bombardier. Litowo-jonowe baterie trakcyjne o łącznej pojemności 90 kWh umieszczono na dachu pojazdu. Napęd stanowi centralny silnik asynchroniczny o mocy 240 kW (326 KM) w drugim członie pojazdu. Wyposażenie elektryczne zostało dostarczone przez niemiecką firmę Vossloh Kiepe, natomiast układ jezdny bazuje na rozwiązaniach ZF.
Pod koniec 2014 r. Solaris zaprezentował w Hamburgu dwa egzemplarze wydłużonych autobusów elektrycznych Urbino 18,75 electric z napędem wspomaganym ogniwem paliwowym. Był to pierwszy pojazd wyprodukowany w Polsce wykorzystujący wodór jako paliwo. Podstawowym źródłem energii są baterie trakcyjne umieszczone na dachu pojazdu o pojemności 120 kWh. Ładowanie tych baterii odbywa się za pomocą ładowarek umieszczonych na trasie autobusu oraz za pomocą ogniwa paliwowego o mocy użytecznej 85 kW. Jego wykonaniem zajęło się przedsiębiorstwo Ballard. Dzięki temu rozwiązaniu wydłużona jest żywotność baterii, a autobusy mogą każdego dnia pokonać do 300 km, co było niespotykanym dotąd osiągiem jak na autobusy elektryczne. Solaris Urbino 18,75 electric z pomocniczym zasilaniem ogniwem paliwowym został nagrodzony tytułem „Zrównoważony rozwój 2015” w kategorii „Autobus przegubowy” przez niemieckie czasopismo branżowe „Busplaner”.
W październiku 2016 r. Solaris zaprezentował dwa egzemplarze Urbino 18 electric III generacji dla przewoźnika TMB z Barcelony. Łącznie sprzedano 6 autobusów Urbino 18 electric i 2 Urbino 18,75 electric III generacji. 
 

### IV generacja
W 2014 r. Solaris zaprezentował model Urbino 18 nowej generacji, jednak tylko w wersji z napędem konwencjonalnym. W 2015 r. Solaris przedstawił 12-metrową wersję autobusu elektrycznego IV generacji, a oficjalna premiera Solarisa Urbino 18 electric IV generacji miała miejsce podczas targów Busworld w belgijskim Kortrijk, jesienią 2017 r. Model bazuje na rozwiązaniach znanych z modeli poprzedniej generacji, wprowadzono jednak nowocześniejszy design pojazdu, zmieniono nieco stylistykę wnętrza, a także dopracowano pewne elementy konstrukcyjne. W pokazowym egzemplarzu zastosowano silnik centralny o mocy 240 kW (326 KM) oraz baterie „Solaris High Energy”.
Jeszcze przed oficjalną premierą pierwsze sztuki Urbino 18 electric w nowej odsłonie trafiły do klientów. W sierpniu 2017 r. pierwszym ich odbiorcą stało się MPK Kraków, gdzie trafiły 3 sztuki takich autobusów razem z kolejnymi 17 w wersji 12-metrowej. Jeden z tych Urbino 18 electric był 15-tysięcznym wyprodukowanym pojazdem marki Solaris. Dostawa była efektem wygranego w połowie 2016 r. przetargu. We wrześniu fabrykę opuścił kolejny prototypowy egzemplarz Urbino 18 electric, którego produkcja trwała od początku roku. Był on testowany przez MPK Poznań, a od listopada tego samego roku trafił na testy w MZA Warszawa, które mają potrwać trzy lata. W tym samym miesiącu Solaris dostarczył 9 autobusów tego typu dla PKM Jaworzno. W kolejnym roku Solarisy Urbino 18 electric trafiły do odbiorców z Barcelony (3 szt.) oraz Katowic (5 szt.). W 2019 r. Solaris wygrał największy do tamtej pory w Europie przetarg na dostawę autobusów elektrycznych, na mocy którego w 2020 r. rozpoczął dostawy 130 Solarisów Urbino 18 electric dla warszawskich MZA. 
W październiku 2018 r. podczas targów Transexpo w Kielcach Solaris zaprezentował facelifting wszystkich autobusów miejskich z rodziny Urbino. Zmieniono kształt przednich reflektorów, zastosowane inne wyprofilowanie przedniej ściany i górnych osłon przy dachu, co poprawia aerodynamikę pojazdu, a także zmieniono kształt przedniej szyby, dzięki czemu uzyskano lepszą widoczność z kabiny kierowcy. Nowy design objął wszystkie autobusy produkowane od początku 2019 r., w tym także model Urbino 18 electric. W październiku 2019 r. na targach Busworld w Brukseli Solaris pokazał natomiast Urbino 18 electric wyposażony w nowy typ baterii „Solaris High Energy +” o maksymalnej pojemności 553 kWh (dotychczasowo wynosiła ona maks. 300 kWh). Autobus wyposażono także w system bezpieczeństwa „Mobileye” oraz system kamer i monitorów w miejsce tradycyjnych lusterek zewnętrznych. W 2022 r. Solaris zaprezentował przedłużoną wersję Urbino 18,75 electric w ramach IV generacji Urbino. Pierwszym zamówieniem na pojazdy tego typu był zakup 183 szt. przez przewoźnika Unibuss do obsługi połączeń w Oslo.
 

## Konstrukcja
|                                         |                  | Urbino 18 electric III                                                                                  | Urbino 18 electric IV                                                                                   |
| DANE PODSTAWOWE:                        | DANE PODSTAWOWE: | DANE PODSTAWOWE:                                                                                        | DANE PODSTAWOWE:                                                                                        |
| --------------------------------------- | ---------------- | --- | --- |
| Długość                                 | [mm]             | 18 000                                                                                                  | 18 000                                                                                                  |
| Wysokość                                | [mm]             | 3250 | 3300 |
| Szerokość                               | [mm]             | 2550 | 2550 |
| Rozstaw osi                             | [mm]             | 5130 / 6770                                                                                             | 5900 / 6000                                                                                             |
| Zwis przedni / tylny                    | [mm]             | 2700 / 3400                                                                                             | 2700 / 3400                                                                                             |
| Kąt natarcia / zejścia                  | [°]              | 7 / 7                                                                                                   | 7 / 7                                                                                                   |
| Średnica zawracania                     | [m]              | ~23 | ~23 |
| UKŁAD NAPĘDOWY, BATERIE I UKŁAD JEZDNY: |                  | | |
| Silnik elektryczny                      |                  | centralny asynchroniczny, 240 kW                                                                        | centralny asynchroniczny lub w osi                                                                      |
| Baterie                                 |                  | litowo-jonowe                                                                                           | litowo-jonowe lub litowo-jonowo-tytanowe                                                                |
| Ładowanie                               |                  | pantograf, plug-in lub indukcja                                                                         | pantograf lub plug-in                                                                                   |
| Oś przednia                             |                  | niezależna (opcja: sztywna) ZF                                                                          | niezależna (opcja: sztywna) ZF                                                                          |
| Oś środkowa                             |                  | neutralna ZF                                                                                            | neutralna ZF                                                                                            |
| Oś napędowa                             |                  | oś portalowa ZF                                                                                         | oś portalowa ZF (opcjonalnie z silnikami elektrycznymi w osi)                                           |
| Układ smarowania                        |                  | centralny punkt smarny, smar stały; opcja: system centarlnego smarowania z autodiagnozą, smar półpłynny | centralny punkt smarny, smar stały; opcja: system centarlnego smarowania z autodiagnozą, smar półpłynny |
| Układ poziomujący                       |                  | ECAS z funkcją przyklęku (o ok. 70 mm z prawej strony) i podnoszenia (o 60 mm)                          | ECAS z funkcją przyklęku (o ok. 70 mm z prawej strony) i podnoszenia (o 60 mm)                          |
| Hamulce                                 |                  | EBS, ABS, ASR, hamulec ręczny, hamulec przystankowy                                                     | EBS, ABS, ASR, hamulec ręczny, hamulec przystankowy                                                     |
| Układ kierowniczy                       |                  | Servocom                                                                                                | Servocom                                                                                                |
| NADWOZIE I WNĘTRZE:                     |                  | | |
| Układ drzwi                             |                  | 1-2-2-0 1-2-2-2 2-2-2-0 2-2-2-2                                                                         | 1-2-2-0 1-2-2-2 2-2-2-0 2-2-2-2                                                                         |
| Liczba miejsc siedzących (maks.)        |                  | 54+1 | 47+1 |
| Wentylatory                             |                  | dwukierunkowe, nadmuchowo-wyciągowe                                                                     | dwukierunkowe, nadmuchowo-wyciągowe                                                                     |
| Klimatyzacja                            |                  | elektryczna, opcja                                                                                      | elektryczna, opcja                                                                                      |
| Instalacja elektryczna                  |                  | oparta na magistrali CAN-bus                                                                            | oparta na magistrali CAN-bus                                                                            |

### Baterie i układ napędowy

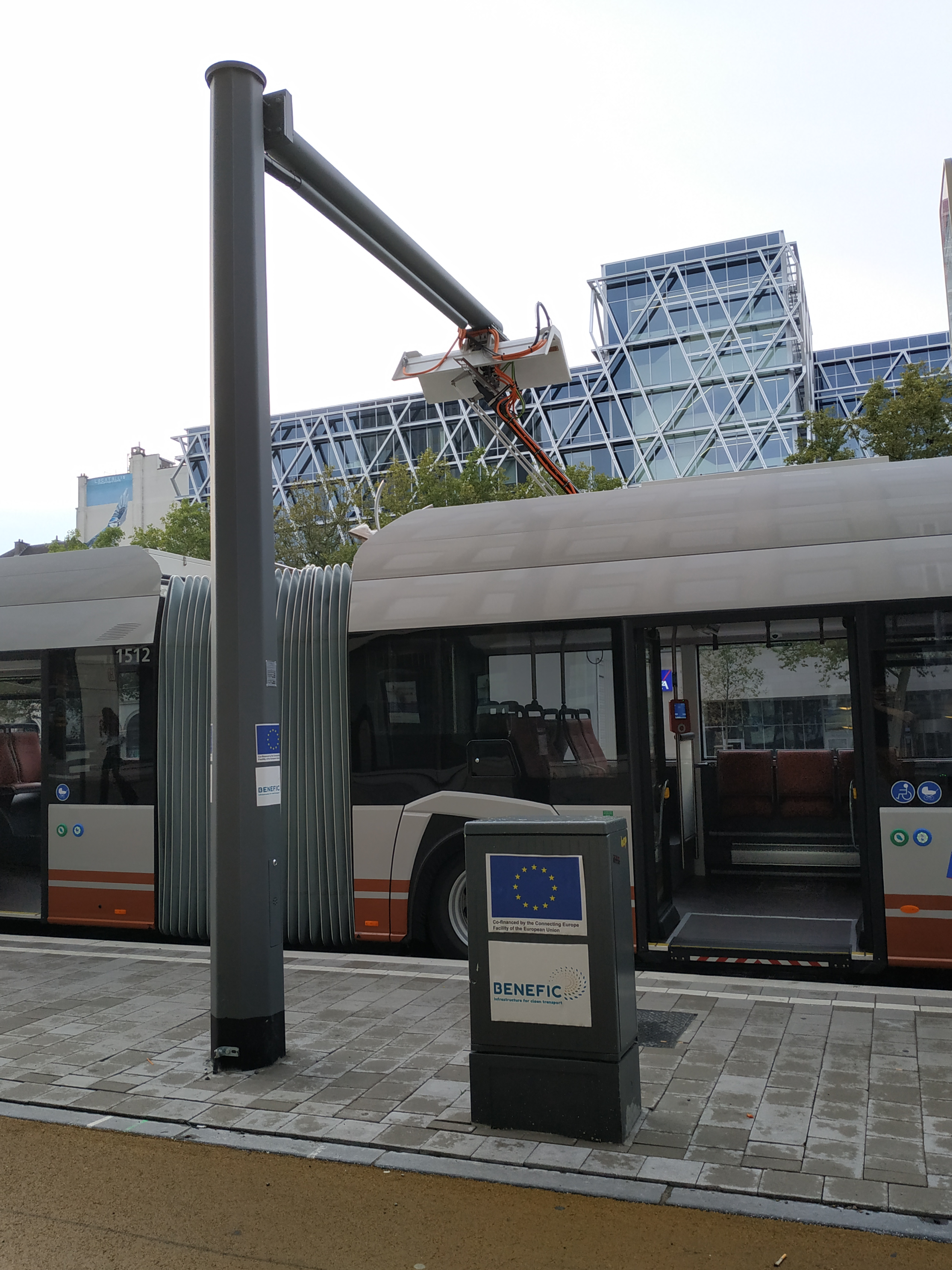
Ładowanie pantografowe na przystanku

Autobusy Solaris Urbino 18 electric III generacji są napędzane centralnym trójfazowym silnikiem elektrycznym o mocy 240 kW (326 KM). Jego producentem było przedsiębiorstwo Vossloh Kiepe. W pojazdach kolejnej generacji producent zastosował także silnik centralny, niemniej wprowadzono opcjonalną możliwość zastosowania silników zintegrowanych z osią napędową, w tym przypadku produkcji ZF. Niezależnie od zastosowanego napędu, jest on przekazywany na trzecią oś. Osprzęt elektryczny do sterowania napędem autobusów jest wykonywany m.in. przez polskie przedsiębiorstwo Medcom. Energia elektryczna jest magazynowana w bateriach trakcyjnych litowo-jonowych lub litowo-jonowo-tytanowych zlokalizowanych w tylnej części autobusu, na ścianach bocznych oraz na dachu pojazdu. Baterie umieszczone są w pakietach, a ich pojemność jest dostosowywana do wymagań eksploatacyjnych zamawiającego. Jeden pakiet składa się z baterii o pojemności 79 kWh. W wersji o największej pojemności baterii („Solaris High Energy +” produkcji BMZ Poland) takich pakietów w autobusie jest siedem: trzy w tylnej części pojazdu plus cztery na dachu w pierwszym członie. Taki układ daje łączną pojemność 553 kWh, co pozwala na przejechanie do 200 km w warunkach eksploatacji miejskiej na jednym ładowaniu. Oprócz tego dostępne są wersje baterii „Solaris High Energy” (również o większej pojemności przy rzadszym ładowaniu) oraz „Solaris High Power” (o mniejszej pojemności i mniejszej gęstości energetycznej, ale przystosowane do szybszego ładowania prądem o dużym natężeniu). Dodatkowo wyprodukowane w 2014 r. Solarisy Urbino 18,75 electric zostały wyposażone w dodatkowe ogniwo paliwowe o mocy 101 kW produkcji Ballard. Takie rozwiązanie pozwala na doładowywanie baterii trakcyjnych autobusu podczas jazdy, bez konieczności postojów oraz budowania infrastruktury do ładowania na przystankach. Dzięki temu rozwiązaniu zasięg autobusu na jednym ładowaniu został wydłużony do 300 km, co jest porównywalne z parametrami eksploatacyjnymi autobusów napędzanych silnikiem wysokoprężnym.
Ładowanie autobusów odbywa się standardowo przez złącze plug-in lub poprzez pantograf umieszczony na dachu autobusu. W kwestii ładowania pantografowego Solaris nawiązał współpracę z innymi producentami autobusów elektrycznych w Europie: VDL, Irizar oraz Volvo w celu opracowania uniwersalnego standardu ładowarek uniwersalnych dla autobusów wszystkich marek. Dodatkowo autobusy III generacji dla odbiorcy z Brunszwiku wyposażono w system ładowania indukcyjnego Bombardier Primove. Ładowanie odbywa się za pomocą wbudowanej w podłogę autobusu płyty kontaktowej, która automatycznie obniża się po najechaniu na pętlę indukcyjną wbudowaną w nawierzchnię np. przystanku. Maksymalny prąd ładowania przy takiej metodzie wynosi 300 A, a moc do 200 kW. Z kolei przy ładowaniu pantografowym, przy zastosowaniu baterii „Solaris High Energy +”, maksymalna moc ładowania wynosi 550 kW. W przypadku ładowarek plug-in oraz pantografowych Solaris wykorzystuje rozwiązania takich producentów, jak m.in. Ekoenergetyka, Medcom, ABB, Heliox i Siemens.
Układ jezdny autobusów bazuje na rozwiązaniach zastosowanych w Solarisie Urbino 18 IV generacji z napędem konwencjonalnym. Jako oś przednią wykorzystano oś niezależną (opcjonalnie oś sztywną) ZF, natomiast jako środkową oś neutralną ZF oraz tylną (w wersji z centralnym silnikiem elektrycznym) oś portalową ZF. Autobus bazuje na układzie poziomującym ECAS z możliwością podnoszenia o ok. 60 mm oraz funkcją przyklęku z prawej strony o ok. 70 mm. Standardowo wysokość wejścia nad jezdnią wynosi 320 mm. Zastosowano układ kierowniczy Servocom. W pojazdach zastosowane są systemy ABS, ASR i EBS, a także retarder, hamulec przystankowy i hamulec postojowy.

### Nadwozie i wnętrze
Szkielet Solarisa Urbino 18 electric, podobnie jak jego spalinowego odpowiednika, zostało wykonane ze stali odpornej na korozję obudowanej poszyciem z demontowalnych paneli bocznych. Zarówno bardziej odważny design zewnętrzny, jak i wyważona i stonowana stylistyka wnętrza, są pokrewne z wzornictwem zastosowanym w innych autobusach miejskich z rodziny Solaris Urbino. W pojeździe zastosowano oświetlenie zewnętrzne i wewnętrzne całkowicie w technologii LED. W zależności od układu drzwi, układu siedzeń oraz indywidualnej konfiguracji wg życzeń klienta, na pokładzie autobusu znajduje się do 135 miejsc pasażerskich, w tym maksymalnie 47 miejsc siedzących (dla III generacji: maks. 54 miejsca siedzące). W II drzwiach znajduje się rampa dla niepełnosprawnych, a we wnętrzu przy II drzwiach miejsce przeznaczone dla wózków inwalidzkich lub dziecięcych. Wejście na pokład zapewniają trzy lub cztery pary drzwi, z czego przednie mogą być jedno- lub dwuskrzydłowe, a pozostałe są dwuskrzydłowe. Szerokość wejścia dla drzwi dwuskrzydowych wynosi 1250 mm, a jednoskrzydowych 860 mm. Zarówno przestrzeń pasażerska, jak i stanowisko pracy kierowcy jest (opcjonalnie) klimatyzowana. Ogrzewanie autobusów jest najczęściej spalinowe (wykorzystuje się olej napędowy, opcjonalnie gaz CNG), dostępna jest jednak wersja z ogrzewaniem w pełni elektrycznym (szczególnie przeznaczona dla odbiorców z Europy Południowej). Odpowiednią wentylację zapewniają wentylatory dwukierunkowe oraz uchylne okna w przestrzeni pasażerskiej. W kabinie kierowcy, w zależności od życzenia klienta, zamontowany może być pulpit z panelami dotykowymi LCD, standardowy pulpit VDO lub pulpit Actia nowej generacji.

## Eksploatacja
| Państwo            | Miasto            | Przewoźnik | Liczba sztuk | Lata produkcji   |                                    |
| ------------------ | ----------------- | ---------- | ------------ | ---------------- | ---------------------------------- |
| Belgia             | Bruksela          | STIB       | 25           | 2019             | [ 46 ]                             |
| Hiszpania          | Barcelona         | TMB        | 20           | 2016, 2018, 2020 | [ 17 ] [ 27 ] [ 47 ] [ 48 ]        |
| Niemcy             | Hamburg           | Hochbahn   | 7            | 2014, 2021       | [ 41 ] [ 12 ] [ 49 ]               |
| Niemcy             | Brunszwik         | BSVG       | 4            | 2013             | [ 13 ] [ 12 ] [ 50 ]               |
| Niemcy             | Berlin            | BVG        | 17           | 2020             | [ 51 ] [ 52 ] [ 53 ]               |
| Niemcy             | Offenbach am Main | OVB        | 10           | 2020             | [ 54 ]                             |
| Niemcy             | Norymberga        | VAG        | 2            | 2020             | [ 55 ]                             |
| Polska             | Jaworzno          | PKM        | 9            | 2017             | [ 56 ] [ 57 ]                      |
| Polska             | Kraków            | MPK        | 55           | 2017, 2020       | [ 58 ] [ 59 ] [ 60 ] [ 61 ] [ 62 ] |
| Polska             | Warszawa          | MZA        | 131          | 2017, 2020       | [ 25 ] [ 30 ] [ 31 ] [ 63 ]        |
| Polska             | Katowice          | PKM        | 5            | 2019             | [ 28 ] [ 64 ]                      |
| Polska             | Sosnowiec         | PKM        | 5            | 2021             | [ 65 ]                             |
| Polska             | Poznań            | MPK        | 21           | 2019, 2021       | [ 66 ] [ 67 ] [ 68 ] [ 69 ] [ 70 ] |
| Polska             | Szczecin          | SPAK       | 10           | 2021, 2024       | [ 71 ]                             |
| Polska             | Łódź              | MPK        | 0/8          | 2023             | [ 72 ]                             |
| Rumunia            | Krajowa           | RAT        | 16           | 2021             | [ 73 ] [ 74 ]                      |
| Włochy             | Bolzano           | SASA       | 2            | 2018             | [ 75 ]                             |
| Stan na: luty 2022 |                   |            |              |                  |                                    |

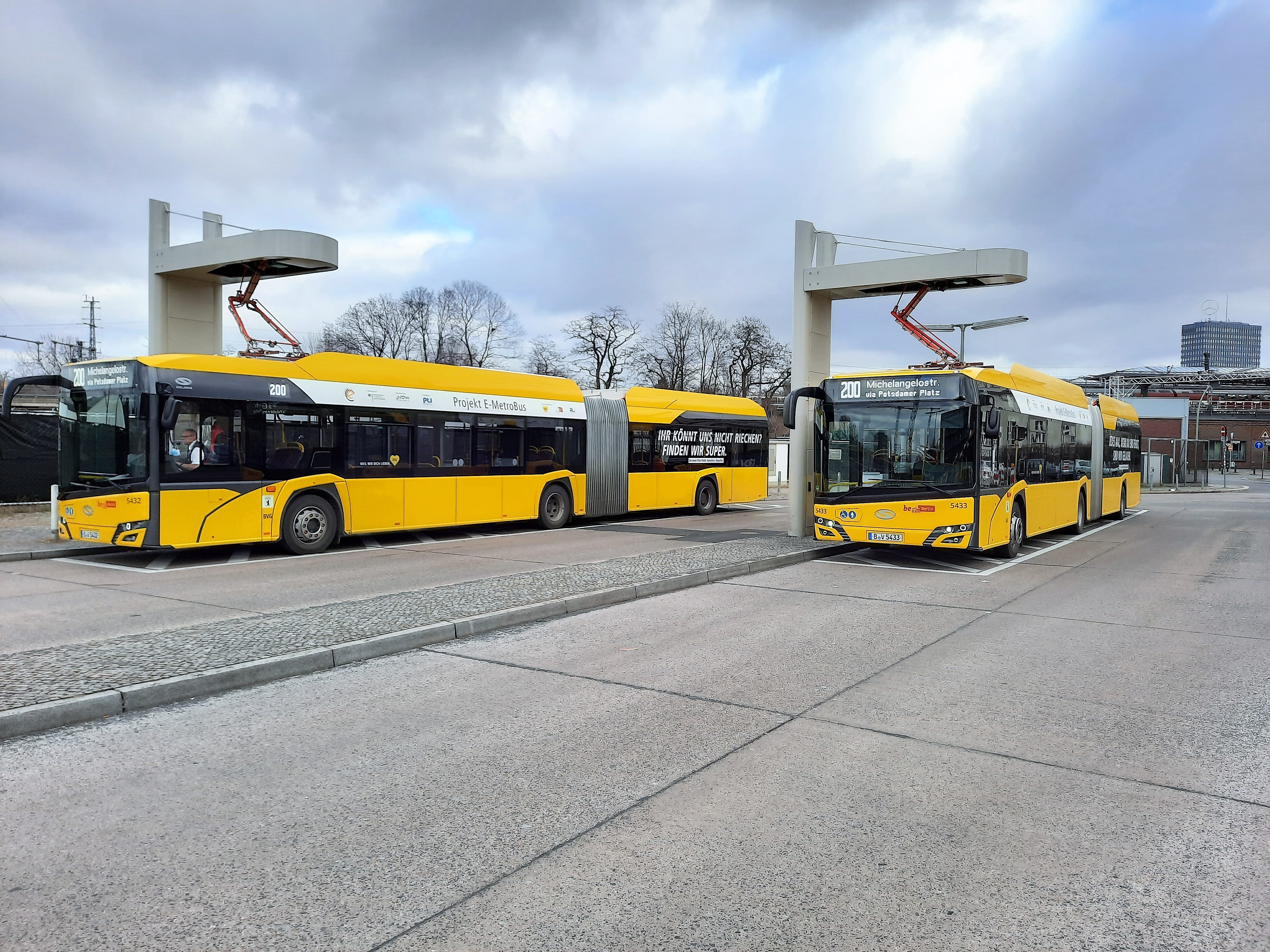
Dwa berlińskie Urbino 18 electric podczas ładowania (prod. 2020)

Pierwszym odbiorcą autobusów Solaris Urbino 18 electric był niemiecki przewoźnik Braunschweiger Verkehrs-GmbH z Brunszwiku. W 2014 r. trafiły tam cztery egzemplarze tego modelu III generacji, w tym także prototyp zaprezentowanych na targach InnoTrans w Berlinie. Pojazdy te trafiły tam w ramach projektu „Emil” mającego na celu rozwój elektromobilności przy wykorzystaniu ładowania indukcyjnego. Urbino 18 dla Brunszwiku zostały wyposażone w stosunkowo niewielkie baterie o pojemności 90 kWh, natomiast doładowywanie odbywa się w czasie eksploatacji podczas postojów na przystankach. Autobusy te, razem z dostarczonymi równolegle Solarisami Urbino 12 electric, skierowano do obsługi linii M19. W tym samym roku dwie sztuki przedłużonego modelu Urbino 18,75 electric dostarczono do Hamburga dla tamtejszego Hochbahn. Skierowano je do obsługi linii 109, na której testowane są autobusy z różnymi napędami alternatywnymi, m.in. wodorowy Mercedes-Benz Citaro FuellCELL-Hybrid. Kolejnym odbiorcą autobusów było Transports Metropolitans de Barcelona, które w 2016 r. wprowadziło do eksploatacji dwa Solarisy Urbino 18 electric III generacji w ramach europejskiego programu ZeEUS. Pojazdy trafiły do obsługi linii H16.
W 2017 r. dostarczono pierwsze autobusy Urbino 18 electric IV generacji. Pierwszym odbiorcą było MPK Kraków, które otrzymało 3 pojazdy tego typu, razem z 17 sztukami modelu Urbino 12 electric na mocy umowy podpisanej w październiku 2016 r. Autobusy te były pierwszymi w Polsce przegubowymi autobusami elektrycznymi, a jeden z nich 15-tysięcznym wyprodukowanym autobusem marki Solaris. Nowe autobusy elektryczne skierowano do obsługi linii 124, 169 i 304. W 2019 r. oraz 2020 r. krakowskie MPK wprowadziło do ruchu jeszcze dwa używane Solarisy Urbino 18 electric wypożyczone od przedsiębiorstwa Solaris. Oba pojazdy są w Krakowie czasowo. Również w 2017 r. Solaris zrealizował umowę podpisaną w październiku 2016 r., na mocy której PKM Jaworzno otrzymało 9 sztuk Urbino 18 electric IV generacji, razem z 14 elektrobusami innych długości. Jaworzniańskie Urbino 18 electric przeznaczono do obsługi linii E oraz J.
W 2017 r. podpisano umowę na dostawę kolejnych trzech autobusów elektrycznych dla TMB. Nowe autobusy, tym razem IV generacji, na ulice Barcelony wyjechały w grudniu 2018 r. W 2019 r. Solaris zrealizował dwa kolejne kontrakty w Polsce – 5 pojazdów dostarczono do katowickiego PKM, natomiast 15 pojazdów dla MPK Poznań. W tym samym roku Solaris zrealizował także kontrakt z 2017 r. na 25 przegubowych autobusów elektrycznych dla przewoźnika STIB z Brukseli. W 2018 r. MZA Warszawa ogłosiły przetarg na dostawę 130 przegubowych autobusów elektrycznych, do którego stanął tylko jeden producent – Solaris, z którym umowę podpisano w lipcu 2019 r. Wartość kontraktu to 399,5 mln złotych. Wcześniej (od 2017 r.) na trzyletnie testy do MZA trafił jeden egzemplarz Urbino 18 electric stanowiący własność producenta. Dostawy nowych autobusów zaczęły się w lutym i zakończyły w grudniu 2020 r. W 2019 r. zakontraktowano także 15 sztuk Urbino 18 electric dla Berliner Verkehrsbetriebe w ramach projektu badawczo-rozwojowego „E-MetroBus”. Dostawy tych pojazdów, obok dostaw 90 sztuk Urbino 12 electric, zaczęły się w kwietniu 2020 r. Autobusy obsługują m.in. turystyczną linię 200. W 2020 r. Solaris zakontraktował także kolejnych 14 autobusów elektrycznych dla barcelońskiego TMB, 16 autobusów elektrycznych dla przewoźnika z rumuńskiego miasta Krajowa (dostawy 2021), kolejnych 50 pojazdów dla MPK Kraków (dostawy 2021) oraz kolejnych 6 dla MPK Poznań (dostawy 2021). W 2021 r. 8 sztuk Urbino 18 electric dostarczono do Szczecina.
Solaris został jednym z trzech dostawców łącznie do 530 autobusów elektrycznych dla Hochbahn Hamburg w latach 2021–2025. Na mocy umowy ramowej przewoźnik zamówił 5 szt. modelu Urbino 18 electric. W 2022 r. podpisano kontrakt na dostawę 183 szt. Urbino 18,75 electric dla przewoźnika Unibuss w celu obsługi linii w śródmieściu Oslo.